# Champion of Death
Pour plus de détails, voir Fiche technique et Distribution.
Champion of Death (けんか空手 極真拳, Kenka karate kyokushinken, connu aussi sous le titre de Karate Bullfighter) est un film japonais d'arts martiaux réalisé par Kazuhiko Yamaguchi et sorti en 1975. Ce film est basé sur le manga Karate Baka Ichidai d'Ikki Kajiwara, Jiro Tsunoda et Jōya Kagemaru, racontant la vie de Masutatsu Ōyama, le fondateur de l'école de karaté Kyokushinkai. Ce film est le premier d'une trilogie poursuivie par Karate Bearfighter (en) en 1975 et Karate for Life (en) en 1977.

## Fiche technique
- Titre : Champion of Death
- Titre original : けんか空手 極真拳 (Kenka karate kyokushinken?)
- Réalisation : Kazuhiko Yamaguchi
- Scénario : Norifumi Suzuki et Nobuaki Nakajima
- Photographie : Yoshio Nakajima
- Musique : Shunsuke Kikuchi
- Décors : Hiroshi Fujita
- Montage : Osamu Tanaka
- Production : Tōei
- Pays de production :  Japon
- Langue originale : japonais
- Genre : film d'action, film d'arts martiaux
- Durée : 85 minutes
- Dates de sortie :
  - Japon : 9 août 1975[1]
  - États-Unis : mars 1977

## Distribution
- Sonny Chiba : Masutatsu Ōyama
- Yumi Takigawa
- Mikio Narita : Nakasone
- Jirō Yabuki (en) : Shogo Ariake
- Masutatsu Ōyama

## Récompenses et distinctions

### Nominations
- Saturn Award 2008 :
  - Saturn Award de la meilleure collection DVD (au sein du coffret Sonny Chiba Collection)